# Mistrovství světa v atletice 2013

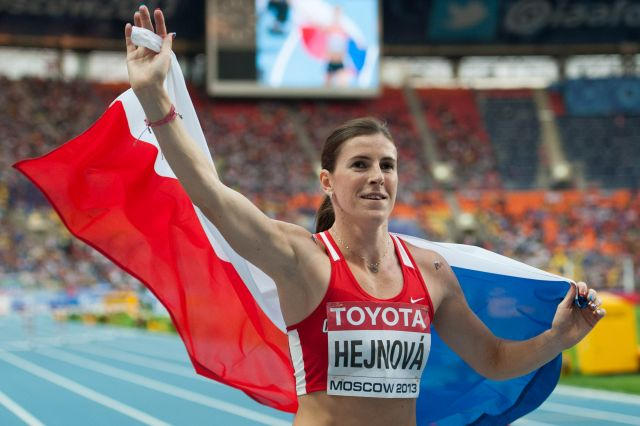
Zuzana Hejnová po vítězství v běhu na 400 m překážek

14. mistrovství světa v atletice (oficiálním ruským názvem Чемпионат мира по лёгкой атлетике 2013) probíhalo od 10. srpna do 18. srpna 2013 na moskevském stadiónu Lužniki a v jeho okolí (maraton, chodecké závody).
Nejúspěšnější zemí z hlediska medailového pořadí bylo domácí Rusko, jehož atleti zvítězili v sedmi disciplínách. Druhé skončily Spojené státy se šesti zlatými a třetí díky svým sprinterům Jamajka. Američané však byli první jak v celkovém počtu medailí (25), tak i v bodech za finálová umístění.
Pro českou reprezentaci to bylo druhé historicky nejúspěšnější mistrovství světa: zlato získala v běhu na 400 metrů s překážkami suverénně Zuzana Hejnová a v oštěpu po boji zraněný Vítězslav Veselý. Bronzovou medaili přidal v hodu kladivem Lukáš Melich.
Nejúspěšnějšími atlety mistrovství byli Jamajčané Shelly-Ann Fraserová-Pryceová a Usain Bolt – oba zvítězili v bězích na 100 metrů, na 200 metrů a ve štafetách na 4 × 100 metrů.

## Přidělení pořadatelství
V roce 2006 se oficiálně přihlásila čtyři kandidátská města: Barcelona, Brisbane, Moskva a Göteborg. Z nich Mezinárodní asociace atletických federací IAAF vybrala na svém zasedání v Mombase 27. března 2007 Moskvu.

## Účastníci
Mistrovství se mělo podle přihlášek zúčastnit 1974 závodníků (1106 atletů a 868 atletek), což by bylo nejvíce v historii mistrovství světa. O 79 účastníků by tím byl překonán rekord z mistrovství světa v Berlíně v roce 2009. Rekordní měl být také počet účastnických zemí: 206.
Největší výpravu nevyslalo domácí Rusko, ale USA – 137 atletů a atletek. Teprve za nimi bylo Rusko se 119 sportovci, následovalo Německo (67), Ukrajina (61) a Spojené království (60). Tradičně silné byly i výpravy Itálie s 57 účastníky, Polska (55), Číny (53) nebo Francie (52). Na druhou stranu 87 zemí vyslalo jen jednoho sportovce nebo sportovkyni, mezi nimi např. i Island, Lucembursko, Ghana nebo Uruguay.

### Výpadky
Šampionátu se nezúčastnili někteří aktuálně nejlepší atleti nebo medailisté z minulého mistrovství světa v Tegu. Např. sprinter Kim Collins, reprezentant karibského státu Svatý Kryštof a Nevis, nebyl pro vzájemné neshody nominován místní atletickou federací. Nominován pro aktuálně slabší výsledky nebyl také světový rekordman v bězích na 5 000 a 10 000 m Kenenisa Bekele z Etiopie. Účast Davida Rudishy z Keni – držitele světového rekordu na 800 m – zase nedovolilo zranění. V sedmiboji chyběla olympijská vítězka z Londýna a stříbrná z minulého MS v Tegu Britka Jessica Ennisová-Hillová, která nestartovala kvůli přetrvávajícímu zranění Achillovy šlachy, a také domácí obhájkyně titulu Taťjana Černovová z Ruska, kterou vyřadily problémy s vazy v koleni. Kvůli přetrvávajícím bolestem nohy nemohla v Moskvě startovat ani dvojnásobná mistryně světa a mistryně Evropy ve skoku do výšky Blanka Vlašičová z Chorvatska.
Největší překvapení však vzbudilo oznámení, že Američan Tyson Gay a Jamajčan Asafa Powell měli pozitivní dopingový test a mistrovství se proto také nemohli zúčastnit. Oba dva přitom byli na čele světových tabulek v běhu na 100 metrů pro rok 2013.

### Česká účast
Účast na šampionátu si zajistilo 28 českých atletů a atletek. Termín ke splnění limitů skončil 28. července 2013 a seznam nominovaných sportovců vyhlásil Český atletický svaz 29. července.
Mistrovství se nezúčastnila oštěpařka Barbora Špotáková, která sezónu 2013 vynechává kvůli narození potomka. Přesto měli před začátkem šampionátu čeští reprezentanti velké naděje na medaile. Hlavními favority byli Zuzana Hejnová (400 m překážek) a Vítězslav Veselý (oštěp); výrazně se před mistrovstvím zlepšili i Lucie Škrobáková (100 m překážek) a Lukáš Melich (kladivo). Nadějné byly i výsledky mladých koulařů (Ladislav Prášil a Martin Stašek), ale i již dříve úspěšných tyčkařů Jiřiny Svobodové (za svobodna Ptáčníkové) a Jana Kudličky nebo čtvrtkaře Pavla Masláka (400 m).

## Program
Na programu bylo stejně jako na minulém mistrovství v roce 2011 celkově 47 lehkoatletických disciplín – 24 mužských a 23 ženských.
| H | Rozběh            | Q                 | Kvalifikace       | ½ | Semifinále      | F               | Finále          |
| D | Dopolední program | Dopolední program | Dopolední program | V | Večerní program | Večerní program | Večerní program |

| Datum →      | 10. 8. | 10. 8. | 11. 8. | 11. 8. | 11. 8. | 12. 8. | 12. 8. | 12. 8. | 13. 8. | 13. 8. | 14. 8. | 14. 8. | 15. 8. | 15. 8. | 16. 8. | 16. 8. | 17. 8. | 17. 8. | 18. 8. | 18. 8. | 18. 8. |
| Disciplína ↓ | D      | V      | D      | V      | V      | D      | V      | V      | D      | V      | D      | V      | D      | V      | D      | V      | D      | V      | D      | V      | V      |
| ------------ | ------ | ------ | ------ | ------ | ------ | ------ | ------ | ------ | ------ | ------ | ------ | ------ | ------ | ------ | ------ | ------ | ------ | ------ | ------ | ------ | ------ |
| 100 m        | Q      | H      |        | ½      | F      |        |        |        |        |        |        |        |        |        |        |        |        |        |        |        |        |
| 200 m        |        |        |        |        |        |        |        |        |        |        |        |        |        |        | H      | ½      |        | F      |        |        |        |
| 400 m        |        |        | H      |        |        |        | ½      | ½      |        | F      |        |        |        |        |        |        |        |        |        |        |        |
| 800 m        | H      |        |        | ½      | ½      |        |        |        |        | F      |        |        |        |        |        |        |        |        |        |        |        |
| 1500 m       |        |        |        |        |        |        |        |        |        |        | H      |        |        |        |        | ½      |        |        |        | F      | F      |
| 5000 m       |        |        |        |        |        |        |        |        | H      |        |        |        |        |        |        | F      |        |        |        |        |        |
| 10 000 m     |        | F      |        |        |        |        |        |        |        |        |        |        |        |        |        |        |        |        |        |        |        |
| Maraton      |        |        |        |        |        |        |        |        |        |        |        |        |        |        |        |        |        | F      |        |        |        |
| 110 m př.    |        |        | H      |        |        |        | ½      | F      |        |        |        |        |        |        |        |        |        |        |        |        |        |
| 400 m př.    |        |        |        |        |        | H      |        |        |        | ½      |        |        |        | F      |        |        |        |        |        |        |        |
| Steeple      |        |        |        |        |        | H      |        |        |        |        |        |        |        | F      |        |        |        |        |        |        |        |
| 4×100 m      |        |        |        |        |        |        |        |        |        |        |        |        |        |        |        |        |        |        |        | H      | F      |
| 4×400 m      |        |        |        |        |        |        |        |        |        |        |        |        |        | H      |        | F      |        |        |        |        |        |
| 20 km        |        |        |        | F      | F      |        |        |        |        |        |        |        |        |        |        |        |        |        |        |        |        |
| 50 km        |        |        |        |        |        |        |        |        |        |        | F      |        |        |        |        |        |        |        |        |        |        |
| Výška        |        |        |        |        |        |        |        |        | Q      |        |        |        |        | F      |        |        |        |        |        |        |        |
| Tyčka        | Q      |        |        |        |        |        | F      | F      |        |        |        |        |        |        |        |        |        |        |        |        |        |
| Dálka        |        |        |        |        |        |        |        |        |        |        | Q      |        |        |        |        | F      |        |        |        |        |        |
| Trojskok     |        |        |        |        |        |        |        |        |        |        |        |        |        |        | Q      |        |        |        |        | F      | F      |
| Vrh koulí    |        |        |        |        |        |        |        |        |        |        |        |        | Q      |        |        | F      |        |        |        |        |        |
| Disk         |        |        |        |        |        | Q      |        |        |        | F      |        |        |        |        |        |        |        |        |        |        |        |
| Kladivo      |        | Q      |        |        |        |        | F      | F      |        |        |        |        |        |        |        |        |        |        |        |        |        |
| Oštěp        |        |        |        |        |        |        |        |        |        |        |        |        | Q      |        |        |        |        | F      |        |        |        |
| Desetiboj    | F      | F      | F      | F      | F      |        |        |        |        |        |        |        |        |        |        |        |        |        |        |        |        |

| Datum        | 10. 8. | 10. 8. | 11. 8. | 11. 8. | 12. 8. | 12. 8. | 12. 8. | 13. 8. | 13. 8. | 14. 8. | 14. 8. | 15. 8. | 15. 8. | 16. 8. | 16. 8. | 17. 8. | 17. 8. | 17. 8. | 18. 8. | 18. 8. | 18. 8. |
| Disciplína ↓ | D      | V      | D      | V      | D      | V      | V      | D      | V      | D      | V      | D      | V      | D      | V      | D      | V      | V      | D      | V      | V      |
| ------------ | ------ | ------ | ------ | ------ | ------ | ------ | ------ | ------ | ------ | ------ | ------ | ------ | ------ | ------ | ------ | ------ | ------ | ------ | ------ | ------ | ------ |
| 100 m        | Q      |        | H      |        |        | ½      | F      |        |        |        |        |        |        |        |        |        |        |        |        |        |        |
| 200 m        |        |        |        |        |        |        |        |        |        |        |        | H      | ½      |        | F      |        |        |        |        |        |        |
| 400 m        |        | H      |        | ½      |        | F      | F      |        |        |        |        |        |        |        |        |        |        |        |        |        |        |
| 800 m        |        |        |        |        |        |        |        |        |        |        |        | H      |        |        | ½      |        |        |        |        | F      | F      |
| 1500 m       |        |        | H      |        |        |        |        |        | ½      |        |        |        | F      |        |        |        |        |        |        |        |        |
| 5000 m       |        |        |        |        |        |        |        |        |        | H      |        |        |        |        |        |        | F      | F      |        |        |        |
| 10 000 m     |        |        |        | F      |        |        |        |        |        |        |        |        |        |        |        |        |        |        |        |        |        |
| Maraton      | F      |        |        |        |        |        |        |        |        |        |        |        |        |        |        |        |        |        |        |        |        |
| 100 m př.    |        |        |        |        |        |        |        |        |        |        |        |        |        | H      |        |        | ½      | F      |        |        |        |
| 400 m př.    |        |        |        |        | H      |        |        |        | ½      |        |        |        | F      |        |        |        |        |        |        |        |        |
| Steeple      |        | H      |        |        |        |        |        |        | F      |        |        |        |        |        |        |        |        |        |        |        |        |
| 4×100 m      |        |        |        |        |        |        |        |        |        |        |        |        |        |        |        |        |        |        |        | H      | F      |
| 4×400 m      |        |        |        |        |        |        |        |        |        |        |        |        |        | H      |        |        | F      | F      |        |        |        |
| 20 km        |        |        |        |        |        |        |        | F      |        |        |        |        |        |        |        |        |        |        |        |        |        |
| –            |        |        |        |        |        |        |        |        |        |        |        |        |        |        |        |        |        |        |        |        |        |
| Výška        |        |        |        |        |        |        |        |        |        |        |        | Q      |        |        |        |        | F      | F      |        |        |        |
| Tyčka        |        |        |        | Q      |        |        |        |        | F      |        |        |        |        |        |        |        |        |        |        |        |        |
| Dálka        |        | Q      |        | F      |        |        |        |        |        |        |        |        |        |        |        |        |        |        |        |        |        |
| Trojskok     |        |        |        |        |        |        |        | Q      |        |        |        |        | F      |        |        |        |        |        |        |        |        |
| Vrh koulí    |        |        | Q      |        |        | F      | F      |        |        |        |        |        |        |        |        |        |        |        |        |        |        |
| Disk         | Q      |        |        | F      |        |        |        |        |        |        |        |        |        |        |        |        |        |        |        |        |        |
| Kladivo      |        |        |        |        |        |        |        |        |        | Q      |        |        |        |        | F      |        |        |        |        |        |        |
| Oštěp        |        |        |        |        |        |        |        |        |        |        |        |        |        | Q      |        |        |        |        |        | F      | F      |
| Sedmiboj     |        |        |        |        | F      | F      | F      | F      | F      |        |        |        |        |        |        |        |        |        |        |        |        |

## Průběh šampionátu

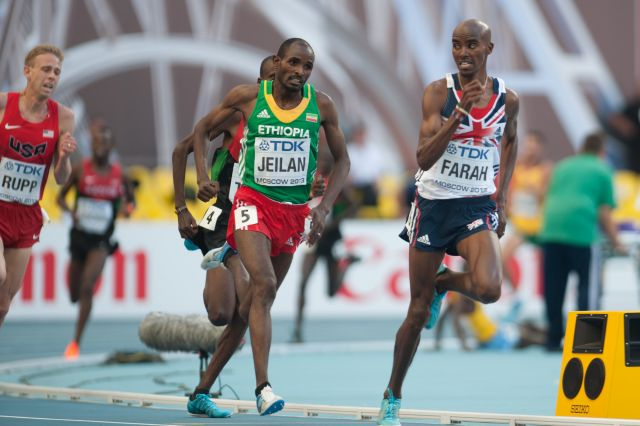
Finiš v závodu na 10 000 m mužů

První den – sobota 10. srpna – začal kromě kvalifikací mužským desetibojem, který se poprvé v historii mistrovství světa konal bez českého reprezentanta. V něm se po boji dostal do čela největší favorit Ashton Eaton, i když mívá silnější až druhý den soutěže.
Probíhala i první dvě finále. V maratonu žen vyhrála hladce jedna z favoritek – Keňanka Kiplagatová. Naopak běhu na 10 000 m mužů rozhodl svým finišem až v závěru Angličan Mohamed Farah, když udržel náskok před Etiopanem Jeilanem.
Tahákem druhého dne bylo finále na 100 m mužů, který vyhrál podle očekávání Usain Bolt. I když mu odpadli dva největší soupeři, Američan Tyson Gay a Jamajčan Asafa Powell, kteří měli před mistrovstvím pozitivní dopingový test, v dalším Američanu Justinu Gatlinovi měl silného soupeře. V dešti jej však za polovinou trati předběhl a nejlepším výkonem roku 9,77 s zvítězil.
Svou dvoudenní soutěž dokončili desetibojaři. Zvítězil jasně nejlepší atlet posledního období Ashton Eaton. Obhájce titulu Trey Hardee, který však v posledním roce nevykazoval nejlepší výkony, skončil už po třetí nezdařené disciplíně – skoku do výšky.
Běh na 10 000 m žen vyhrála výrazným zrychlením v posledních 400 metrech Tiruneš Dibabaová, čímž získala už svůj pátý titul na mistrovství světa. V dálce zvítězila o 2 cm Američanka Brittney Reeseová, přestože do finále postoupila až jako poslední. V disku žen potvrdila svou suverenitu z posledních závodů Sandra Perkovićová z Chorvatska.

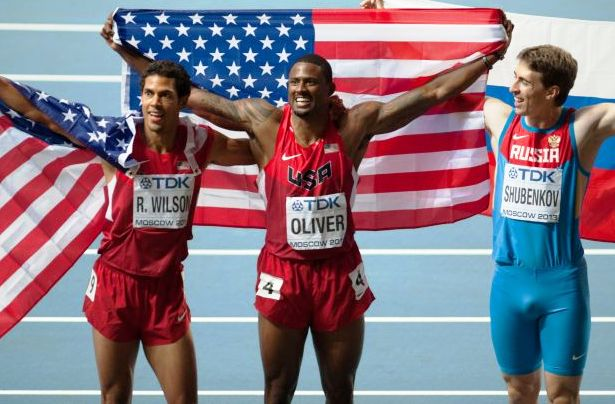
Medailisté na 110 m př. – zleva Ryan Wilson, David Oliver a Sergej Šubenkov

Třetí den začaly svou soutěž sedmibojařky, mezi nimiž byla i česká reprezentantka Eliška Klučinová. Po prvním dnu vedla Ukrajinka Hanna Melnyčenková.
Ve finále tyčky mužů se největšímu favoritovi Renaudu Lavilleniemu nedařilo tak jako v semifinále. Nakonec skočil jen 5,89 m, tedy stejnou výšku jako německý tyčkař Raphael Holzdeppe. Na počty pokusů vyhrál Němec a Francouz byl hodně zklamaný, protože titul mistra světa byl posledním z velkých titulů, který ještě nezískal. Český reprezentant Jan Kudlička skončil sedmý.
Podobným překvapením skončilo finále v hodu kladivem mužů, když nejmladší finalista Polák Paweł Fajdek prvním pokusem vytvořil svůj životní výkon. Žádný ze soupeřů, z nichž většina měla buď osobní rekord, nebo nejlepší letošní výkon lepší, se mu ani nepřiblížil. Česko získalo v této soutěži svou první medaili na mistrovství díky Lukáši Melichovi, který skončil třetí.
Nejtěsnějším výsledkem skončilo finále na 400 m žen, kdy britská sprinterka Christine Ohuruoguová předběhla na cílové rovince unavenou Amantle Montshoovou z Botswany jen o tisíciny sekundy. Naopak velmi přesvědčivě – o 22 setin sekundy – zvítězila na 100 m žen Jamajčanka Shelly-Ann Fraserová-Pryceová, která kromě výkonu zaujala i růžovým melírem ve vlasech. Na 110 m překážek jasně dominoval lídr světových tabulek Američan David Oliver.
Čtvrtý den vyvrcholil ženský sedmiboj, v němž si vítězství nenechala vzít v Itálii žijící Ukrajinka Hanna Melnyčenková. Za ní skončila Brianne Theisenová-Eatonová, manželka vítěze nedělního desetiboje Ashtona Eatona.

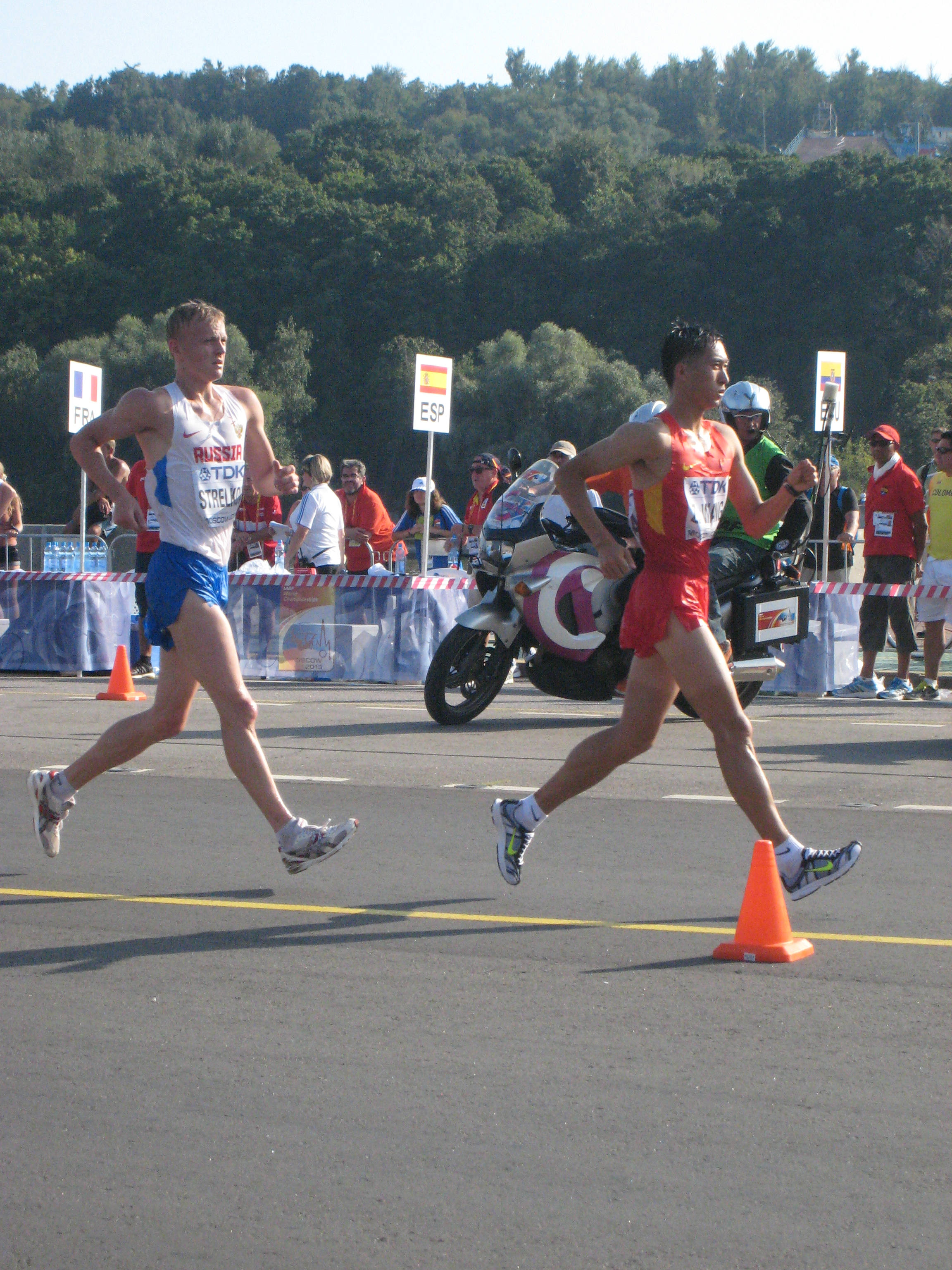
Denis Strelkov a Žen Wang v chůzi na 20 km

V chůzi žen na 20 km se schylovalo k trojnásobnému triumfu ruských chodkyň v čele s Jelenou Lašmanovovou, ale těsně před cílem byla za „popoběhnutí“ diskvalifikována do té doby třetí Věra Sokolovová.
Běh na 800 m vyhrál finišem Mohammed Aman z Etiopie, jenž se zbavil nálepky muže, který neumí vyhrávat velké závody. V polovičním závodě zvítězil favorizovaný LaShawn Merritt; český reprezentant Pavel Maslák skončil pátý, když porazil druhého favorita, posledního olympijského vítěze Kirani Jamese.
Tyč žen byla velkým návratem Jeleny Isinbajevové, která získala po šesti letech svou třetí zlatou medaili z mistrovství světa.
V pátém „odpočinkovém“ dni probíhalo jediné, zato nejdelší finále šampionátu: chůze na 50 km. V ní se nečekaně hned za stadionem oddělili oba ruští chodci – Michail Ryžov a Ivan Noskov – a spolu s Australanem Tallentem si vypracovali náskok. Před polovinou závodu se na ně dotáhli další závodníci, mezi nimiž byl i irský reprezentant Robert Heffernan, který se po 40 km odpoutal a zvítězil.
Šestý den začal kvalifikací vrhu koulí, která skončila nečekaným postupem všech tří českých reprezentantů.
Ve finále skoku do výšky mužů porazil fenomén posledního roku Bohdan Bondarenko z Ukrajiny další hvězdu této disciplíny Katařana Mutaza Essu Barshima až na výšce 241 cm. V steeplu zvítězil favorizovaný Keňan Ezekiel Kemboi před trojicí svých krajanů, mezi něž se dostal jen Francouz Mekhissi-Benabbad.
V nejsledovanějším českém finále na 400 m překážek žen zvítězila podle očekávání Zuzana Hejnová, když zvítězila o více než sekundu a vytvořila nový český rekord.

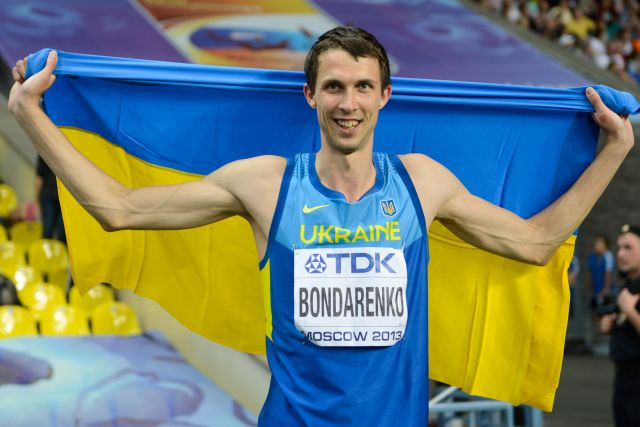
Vítěz skoku do výšky – Bohdan Bondarenko

Sedmý den zaujalo finále kladivářek. Favorizovaná Lysenková hodila hned prvním pokusem za 77 m a zdálo se, že ji žádná ze soupeřek nepřekoná. Ve třetím kole ji však o 21 cm přehodila Polka Włodarczyková. Lysenková na to dokázala hned reagovat a druhým nejdelším hodem historie ji jasně přehodila. Na to Wlodarczyková odpověděla novým polským rekordem, ale Lysenkovou už nepřekonala.
Vrh koulí mohl mít vinou arbitrů jiného vítěze. Němec David Storl si svůj nejlepší výkon musel obhájit před rozhodčími, kteří původně u jeho pokusu viděli přešlap. Nejlepší ze tří českých vrhačů byl Ladislav Prášil na pátém místě.
V dalších finále zaujal Mohamed Farah v běhu na 5 000 m, kdy v posledních 800 m před sebe nepustil nikoho a zopakoval svoje dvojité vítězství na pěti- a desetikilometrové trati z olympiády v Londýně 2012. Svého druhého moskevského vítězství dosáhla i Jamajčanka Shelly-Ann Fraserová-Pryceová, když po běhu na 100 m zvítězila i na dvojnásobné trati.
Předposlední den byly na programu prakticky jen finálové závody. V hodu oštěpem začal boj o zlato Fin Tero Pitkämäki, který prvním pokusem hodil pod 85 m. Vítězslav Veselý odpověděl pokusem přes 87 m, což byl pátý nejlepší výkon jeho kariéry. Pitkämäki se druhým pokusem vzchopil a hodil jen o 10 cm méně než český reprezentant, ale Veselého už v dalších hodech nepřehodil. Zajímavý byl i boj o bronzovou medaili. Po ní sahal Keňan Julius Yego, který si o 3 m vylepšil svůj osobní rekord. Posledním pokusem ho však přehodil Rus Tarabin, který držel nejlepší světový výkon sezony.
Dalším očekávané finále na 200 m mužů vyhrál Usain Bolt zadrženě v nejlepším čase sezóny. Hranici světového rekordu, o kterém uvažoval před šampionátem, však neatakoval.
Ve štafetě žen 4 × 400 m zvítězily nečekaně ruské atletky, které se dostaly do vedení při poslední předávce a udržely náskok před finišujícími Američankami. Běh na 5000 m vyhrála přesvědčivě velká favoritka Meseret Defarová, když jí krajanky připravily pozici pro finiš.
Závěrečný den šampionátu byl vyhrazen jen finálovým disciplínám. V hodu oštěpem se čekala zlatá medaile od Marije Abakumovové. Ta však zaostala za svým výkonem v kvalifikaci a jasně ji předstihla Němka Obergföllová. Rusku přehodila ještě Australanka Mickleová.
V trojskoku mužů se zdálo, že půjde o těsný souboj se skoky odpovídajícími nejlepším dosavadním výkonům sezóny. V posledním kole se však Francouzu Teddymu Tamghovi povedl třetí nejdelší trojskok všech dob – 18,04 m – kterým přeskočil do té doby vedoucího Kubánce Picharda.
Závěrečné ženské i mužské štafety na 4 × 100 m měly podobný průběh: v obou se americká štafeta připravila špatnou předávkou o lepší umístění, v obou došlo k dodatečné diskvalifikaci původních medailistů a v obou zvítězili jamajští atleti a atletky. Sprintující Usain Bolt tak získal celkově osmou zlatou medaili z mistrovství světa (což se před ním podařilo jen Carlu Lewisovi a Michaelu Johnsonovi), Shelly-Ann Fraserová-Pryceová tím zase vyhrála svoji třetí moskevskou zlatou medaili a stala se nejúspěšnějším účastníkem mistrovství.

## Medailisté

### Muži
| Soutěž            | Zlato | Stříbro                                                                                  | Bronz                                                                                              |
| ----------------- | --- | ---------------------------------------------------------------------------------------- | -------------------------------------------------------------------------------------------------- |
| 100 m             | Usain Bolt 9,77                                                                                                 | Justin Gatlin 9,85                                                                       | Nesta Carter 9,95                                                                                  |
| 200 m             | Usain Bolt 19,66                                                                                                | Warren Weir 19,79                                                                        | Curtis Mitchell 20,04                                                                              |
| 400 m             | LaShawn Merritt 43,74                                                                                           | Tony McQuay 44,40                                                                        | Luguelín Santos 44,52                                                                              |
| 800 m             | Mohammed Aman 1:43,31                                                                                           | Nick Symmonds 1:43,55                                                                    | Ayanleh Souleiman 1:43,76                                                                          |
| 1500 m            | Asbel Kipruto Kiprop 3:36,28                                                                                    | Matthew Centrowitz 3:36,78                                                               | Johan Cronje 3:36,83                                                                               |
| 5000 m            | Mohamed Farah 13:26,98                                                                                          | Hagos Gebrhiwet 13:27,26                                                                 | Isiah Koech 13:27,26                                                                               |
| 10 000 m          | Mohamed Farah 27:21,71                                                                                          | Ibrahim Jeilan 27:22,23                                                                  | Paul Tanui 27:22,61                                                                                |
| Maraton           | Stephen Kiprotich 2.09:51                                                                                       | Lelisa Desisa 2.10:12                                                                    | Tadese Tola 2.10:23                                                                                |
| 110 m překážek    | David Oliver 13,00                                                                                              | Ryan Wilson 13,13                                                                        | Sergej Šubenkov 13,24                                                                              |
| 400 m překážek    | Jehue Gordon 47,69                                                                                              | Michael Tinsley 47,70                                                                    | Emir Bekrić 48,05                                                                                  |
| 3000 m překážek   | Ezekiel Kemboi 8:06,01                                                                                          | Conseslus Kipruto 8:06,37                                                                | Mahiedine Mekhissi-Benabbad 8:07,86                                                                |
| Štafeta 4 × 100 m | Jamajka 37,36 Nesta Carter Kemar Bailey-Cole Nickel Ashmeade Usain Bolt                                         | Spojené státy americké 37,66 Charles Silmon Michael Rodgers Rakieem Salaam Justin Gatlin | Kanada 37,92 Gavin Smellie Aaron Brown Dontae Richards-Kwok Justyn Warner                          |
| Štafeta 4 × 400 m | Spojené státy americké 2:58,71 David Verburg Tony McQuay Arman Hall LaShawn Merritt Joshua Mance* James Harris* | Jamajka 2:59,88 Rusheen McDonald Edino Steele Omar Johnson Javon Francis Javere Bell*    | Spojené království 3:00,88 Conrad Williams Martyn Rooney Michael Bingham Nigel Levine Jamie Bowie* |
| Chůze na 20 km    | Čchen Ting 1.21:09                                                                                              | Miguel Ángel López 1.21:21                                                               | João Vieira 1.22:05                                                                                |
| Chůze na 50 km    | Robert Heffernan 3.37:56                                                                                        | Jared Tallent 3.40:03                                                                    | Ihor Hlavan 3:40,39                                                                                |
| Skok do výšky     | Bohdan Bondarenko 2,41 m                                                                                        | Mutaz Essa Baršim 2,38 m                                                                 | Derek Drouin 2,38 m                                                                                |
| Skok o tyči       | Raphael Holzdeppe 5,89 m                                                                                        | Renaud Lavillenie 5,89 m                                                                 | Björn Otto 5,82 m                                                                                  |
| Skok daleký       | Alexandr Meňkov 8,56 m                                                                                          | Ignisious Gaisah 8,29 m                                                                  | Luis Rivera 8,27 m                                                                                 |
| Trojskok          | Teddy Tamgho 18,04 m                                                                                            | Pedro Pichardo 17,68 m                                                                   | Will Claye 17,52 m                                                                                 |
| Vrh koulí         | David Storl 21,73 m                                                                                             | Ryan Whiting 21,57 m                                                                     | Dylan Armstrong 21,34 m                                                                            |
| Hod diskem        | Robert Harting 69,11 m                                                                                          | Piotr Małachowski 68,36 m                                                                | Gerd Kanter 65,19 m                                                                                |
| Hod kladivem      | Paweł Fajdek 81,97 m                                                                                            | Krisztián Pars 80,30 m                                                                   | Lukáš Melich 79,36 m                                                                               |
| Hod oštěpem       | Vítězslav Veselý 87,17 m                                                                                        | Tero Pitkämäki 87,07 m                                                                   | Dmitrij Tarabin 86,23 m                                                                            |
| Desetiboj         | Ashton Eaton 8 809 bodů                                                                                         | Michael Schrader 8 670 bodů                                                              | Damian Warner 8 512 bodů                                                                           |

### Ženy
| Soutěž            | Zlato | Stříbro | Bronz                                                                                                   |
| ----------------- | --- | --- | --- |
| 100 m             | Shelly-Ann Fraserová-Pryceová 10,71                                                                                          | Murielle Ahouréová 10,93                                                                                     | Carmelita Jeterová 10,94                                                                                |
| 200 m             | Shelly-Ann Fraserová-Pryceová 22,17                                                                                          | Murielle Ahouréová 22,32                                                                                     | Blessing Okagbareová 22,32                                                                              |
| 400 m             | Christine Ohuruoguová 49,41                                                                                                  | Amantle Montshoová 49,41                                                                                     | Stephenie Ann McPhersonová 49,99                                                                        |
| 800 m             | Eunice Jepkoech Sumová 1:57,38                                                                                               | Brenda Martinezová 1:57,91                                                                                   | Alysia Montaño 1:57,95                                                                                  |
| 1500 m            | Abeba Aregawiová 4:02,67 | Jennifer Simpsonová 4:02,99                                                                                  | Hellen Onsando Obiriová 4:03,86                                                                         |
| 5000 m            | Meseret Defarová 14:50,19 | Mercy Cheronová 14:51,22                                                                                     | Almaz Ayanaová 14:51,33                                                                                 |
| 10 000 m          | Tiruneš Dibabaová 30:43,25                                                                                                   | Gladys Cheronová 30:45,17                                                                                    | Belaynesh Oljiraová 30:46,98                                                                            |
| Maraton           | Edna Kiplagatová 2.25:44 | Valeria Straneová 2.25:58                                                                                    | Kajoko Fukušiová 2.27:45                                                                                |
| 100 m překážek    | Brianna Rollinsová 12,44 | Sally Pearsonová 12,50                                                                                       | Tiffany Porterová 12,55                                                                                 |
| 400 m překážek    | Zuzana Hejnová 52,83 | Dalilah Muhammadová 54,09                                                                                    | Lashinda Demusová 54,27                                                                                 |
| 3000 m překážek   | Milcah Chemos Cheywaová 9:11,65                                                                                              | Lidya Chepkuruiová 9:12,55                                                                                   | Sofia Assefaová 9:12,84                                                                                 |
| Štafeta 4 × 100 m | Jamajka 41,29 Carrie Russellová Kerron Stewartová Schillonie Calvertová Shelly-Ann Fraserová-Pryceová                        | Spojené státy americké 42,75 Jeneba Tarmohová Alexandria Andersonová English Gardnerová Octavious Freemanová | Spojené království 42,87 DDina Asherová-Smithová Ashleigh Nelsonová Annabelle Lewisová Hayley Jonesová  |
| Štafeta 4 × 400 m | Spojené státy americké 3:20,41 Jessica Beardová Natasha Hastingsová Ashley Spencerová Francena McCororyová Joanna Atkinsová* | Spojené království 3:22,61 Eilidh Childová Shana Coxová Margaret Adeoyeová Christine Ohuruoguová             | Francie 3:24.21 Marie Gayotová Lénora Guion-Firminová Muriel Hurtisová Floria Gueï Phara Anacharsisová* |
| Chůze na 20 km    | Liou Chung 1.28:10 | Sun Huanhuan 1.28:32                                                                                         | Elisa Rigaudová 1.28:41                                                                                 |
| Skok do výšky     | Brigetta Barrettová 2,00 m                                                                                                   | Ruth Beitiaová 1,97 m Anna Čičerovová 1,97 m                                                                 | medaile neudělena                                                                                       |
| Skok o tyči       | Jelena Isinbajevová 4,89 m                                                                                                   | Jennifer Suhrová 4,82 m                                                                                      | Yarisley Silvaová 4,82 m                                                                                |
| Skok daleký       | Brittney Reeseová 7,01 m | Blessing Okagbareová 6,99 m                                                                                  | Ivana Španovićová 6,82 m                                                                                |
| Trojskok          | Caterine Ibargüenová 14,85 m                                                                                                 | Jekatěrina Koněvová 14,81 m                                                                                  | Olga Saladuchová 14,65 m                                                                                |
| Vrh koulí         | Valerie Adamsová 20,88 m | Christina Schwanitzová 20,41 m                                                                               | Kung Li-ťiao 19,95 m                                                                                    |
| Hod diskem        | Sandra Perkovićová 67,99 m                                                                                                   | Mélina Robertová-Michonová 66,28 m                                                                           | Yarelis Barriosová 64,96 m                                                                              |
| Hod kladivem      | Anita Włodarczyková 78,46 m                                                                                                  | Čang Wen-siou 75,58 m                                                                                        | Wang Zheng 74,90 m                                                                                      |
| Hod oštěpem       | Christina Obergföllová 69,05 m                                                                                               | Kimberley Mickleová 66,60 m                                                                                  | Marija Abakumovová 65,09 m                                                                              |
| Sedmiboj          | Hanna Melnyčenková 6 586 bodů                                                                                                | Brianne Theisenová-Eatonová 6 530 bodů                                                                       | Dafne Schippersová 6 477 bodů                                                                           |

## Medailové pořadí
| Umístění | Stát                   | Zlato | Stříbro | Bronz | Celkem |
| -------- | ---------------------- | ----- | ------- | ----- | ------ |
| 1.       | Spojené státy americké | 6     | 14      | 5     | 25     |
| 2.       | Rusko                  | 6     | 4       | 5     | 15     |
| 3.       | Jamajka                | 6     | 2       | 1     | 9      |
| 4.       | Keňa                   | 5     | 4       | 3     | 12     |
| 5.       | Německo                | 4     | 2       | 1     | 7      |
| 6.       | Etiopie                | 3     | 3       | 4     | 10     |
| 7.       | Spojené království     | 3     | 0       | 4     | 7      |
| 8.       | Česko                  | 2     | 0       | 1     | 3      |
| 8.       | Ukrajina               | 2     | 0       | 1     | 3      |
| 10.      | Francie                | 1     | 2       | 1     | 4      |
| 11.      | Polsko                 | 1     | 2       | 0     | 3      |
| 12.      | Čína                   | 1     | 0       | 3     | 4      |
| 13.      | Chorvatsko             | 1     | 0       | 0     | 1      |
| 13.      | Irsko                  | 1     | 0       | 0     | 1      |
| 13.      | Kolumbie               | 1     | 0       | 0     | 1      |
| 13.      | Nový Zéland            | 1     | 0       | 0     | 1      |
| 13.      | Švédsko                | 1     | 0       | 0     | 1      |
| 13.      | Trinidad a Tobago      | 1     | 0       | 0     | 1      |
| 13.      | Uganda                 | 1     | 0       | 0     | 1      |
| 20.      | Austrálie              | 0     | 2       | 1     | 3      |
| 21.      | Pobřeží slonoviny      | 0     | 2       | 0     | 2      |
| 22.      | Kanada                 | 0     | 1       | 4     | 5      |
| 23.      | Kuba                   | 0     | 1       | 2     | 3      |
| 24.      | Nigérie                | 0     | 1       | 1     | 2      |
| 24.      | Nizozemsko             | 0     | 1       | 1     | 2      |
| 26.      | Botswana               | 0     | 1       | 0     | 1      |
| 26.      | Finsko                 | 0     | 1       | 0     | 1      |
| 26.      | Itálie                 | 0     | 1       | 0     | 1      |
| 26.      | Katar                  | 0     | 1       | 0     | 1      |
| 26.      | Maďarsko               | 0     | 1       | 0     | 1      |
| 31.      | Srbsko                 | 0     | 0       | 2     | 2      |
| 31.      | Španělsko              | 0     | 1       | 1     | 2      |
| 33.      | Dominikánská republika | 0     | 0       | 1     | 1      |
| 33.      | Džibutsko              | 0     | 0       | 1     | 1      |
| 33.      | Estonsko               | 0     | 0       | 1     | 1      |
| 33.      | Japonsko               | 0     | 0       | 1     | 1      |
| 33.      | Mexiko                 | 0     | 0       | 1     | 1      |
| 33.      | Jihoafrická republika  | 0     | 0       | 1     | 1      |
| 33.      | Portugalsko            | 0     | 0       | 1     | 1      |
| 39       | Celkem                 | 47    | 47      | 48    | 142    |